# Celso Roth
Celso Juarez Roth (* 30. November 1957 in Caxias do Sul) ist ein ehemaliger brasilianischer Fußballtrainer und -spieler.

## Karriere
Roth trat nur kurze Zeit als Fußballspieler in Erscheinung. Von 1975 bis 78 trat er für den EC Juventude als Innenverteidiger an. Mit dem Klub trat er in Série A, der obersten Spielklasse im brasilianischen Fußball, an. Zu seiner Zeit spielte Juventude hier 1977 und 78. Aufgrund wiederholter Muskel- und Knieproblem beendete er seine Profilaufbahn vorzeitig und nahm ein Studium mit Schwerpunkt Sport an der Universidade de Caxias do Sul auf.
Gemäß eigenen Angaben begann er noch während seiner Studienzeit als Assistent des Konditionstrainers bei Juventude zu arbeiten und diesen auch als Cheftrainer von 1983 bis 1986 betreut haben. Zweiteres kann zumindest in Frage gestellt werden. Laut Auflistung auf transfermarkt.de wäre dieses nur teilweise möglich gewesen. Es steht zu vermuten, dass er bei dem Klub in anderen Trainertätigkeiten zum Einsatz kam. Ab 1987 arbeitete Roth dann beim Grêmio FBPA als Konditionstrainer.
1988 wagte der Trainer den Sprung ins Ausland. Er ging nach Katar. Hier leitete er bis 1990 die Mannschaft von al Qadsia Kuwait. Es folgten Stationen bei der U20 Indonesiens und Katars Zur Stadion in Indonesien gibt er auf seiner eigenen Internetseite an, die A-Auswahl betreut zu haben. Dieses lässt sich nicht verifizieren. 1992 dann wieder in Katar beim al-Gharafa SC.
1993 ging Roth in seine Heimat zurück. Hier übernahm er den Nachwuchs des SC Internacional. Im Folgejahr wurde er zum zweiten Mal Cheftrainer. Er reiste in die VAE, um al-Ahli Dubai zu betreuen. Ab 1995 war er für unterklassige Klubs Brasiliens verantwortlich. 1997 kam er mit einem Engagement bei SC Internacional, zu einem Klub, welcher auch in der Série A spielte. Mit Internacional konnte er zunächst die Staatsmeisterschaft von Rio Grande do Sul 1997 gewinnen. In der Vorrunde der Série A 2017 erreichte man den zweiten Platz und in der Gruppenphase den dritten in der Gruppe B. Somit erreichte man das Finale nicht, aber in Abschlusstabelle den dritten Platz. Er startete hier noch in die Saison 1998, wechselte aber noch im selben Jahr zunächst zum EC Vitória und dann zum Grêmio FBPA. Hier konnte 1999 den Erfolg in der Staatsmeisterschaft wiederholen sowie die Copa Sul gewinnen.
Ab Januar 2000 war Roth Trainer von Sport Recife, welchen er zum Gewinn der Copa do Nordeste 2000 führte. Die Anstellung endete im Mai. Im August kehrte er zum Grêmio FBPA zurück, um diesen in der bereits laufenden Austragung der Série A 2000 zu betreuen. Er konnte den Klub noch bis ins Halbfinale der Endrunde führen. Hier unterlag man dem späteren Meister AD São Caetano mit 2:3 und 1:3. Danach verließ er den Klub wieder. Im März 2001 erhielt Roth einen neuen Kontrakt bei der SE Palmeiras. Mit dem Klub aus São Paulo erreichte er das Halbfinale der Copa Libertadores 2001. Im Juni musste Palmeiras sich in diesem Boca Juniors nach 2:2 in Hin- und Rückspiel mit 3:2 im Elfmeterschießen geschlagen geben. Im Oktober musste er Palmeiras noch vor Beendigung der Série A 2001 verlassen.
Zur Austragung der Spiele um die Staatsmeisterschaften 2002 betreute Roth den FC Santos und ab August für die Meisterschaftsrunde erneut den SC Internacional bis zu deren Ausscheiden nach der Vorrunde im November in der Série A 2002. Im Jahr danach war er für Atlético Mineiro aktiv. In der Staatsmeisterschaft von Minas Gerais 2003 erreichte man die Vizemeisterschaft hinter dem Lokalrivalen Cruzeiro EC. Dieser gewann in der Saison auch die Meisterschaft 2003, während Atlético den siebten Platz erreichte. Im März 2004 war das Team des Goiás EC unter seiner Obhut. In der Staatsmeisterschaft von Goiás kam es nur noch zu einem Spiel im Halbfinalrückspiel. Dieses gewann Goiás mit 2:0 gegen CRA Catalano, kam aber aufgrund der 3:0-Niederlage im Hinspiel nicht ins Finale. In der Série A 2004 führte er das Team auf den sechsten Platz.
2005 bekam Roth erst zur Austragung der Série A 2005 April eine Anstellung beim CR Flamengo in Rio de Janeiro. Nach seiner vorzeitigen Entlassung im August, kam er im selben Monat beim Botafogo FR unter und wurde hier neunter in der Liga. 2006 blieb er ohne eine neue Anstellung. Erst im April 2007 erhielt er eine beim CR Vasco da Gama für die Austragung der Série A 2007. Nach dem Ausscheiden im Viertelfinale der Copa Sudamericana 2007 gegen den Club América aus Mexiko, erhielt Roth im Oktober seine vorzeitige Kündigung.
Von 2008 bis 2011 arbeitete Roth immer wieder für Stationen, für welche er bereits einmal aktiv war. Dabei stach nur das Jahr 2010 heraus. In diesem konnte er mit dem SC Internacional im August Deportivo Guadalajara mit 2:1 und 3:2 in den Finalspielen der Copa Libertadores 2010 besiegen. Nach einer Niederlage in der FIFA-Klub-Weltmeisterschaft 2010 gegen Tout Puissant Mazembe verlor Roth seinen Job. In der Folge erhielt nur noch kurzzeitige Anstellungen. 2012 beim Cruzeiro EC, 2014 beim Coritiba FC sowie nochmals bei Vasco (2015) und Internacional (2016). Sein letzter Einsatz wurde 2022 seine alte Heimat, der EC Juventude. Der Klub hatte nach dem 29. Spieltag auf dem letzten der Série A 2022 liegend seinen Trainer Umberto Louzer entlassen. Für den Klub stand der Abstieg in die Série B 2023 bereits fest. Es war geplant, er die Mannschaft in dieser betreuen sollte. Nach schlechten Ergebnissen in der Staatsmeisterschaft 2023 und im Copa do Brasil 2023, Ausscheiden in der ersten Runde gegen den EC São Luiz, erhielt er im Februar seine Kündigung.

## Kritik
Roth war oft Ziel von Kritik von Spielern, Fans und Medienexperten. 2008 beschuldigte Souza den Trainer, Grêmio den Titel in der Série A 2008 gekostet zu haben. Er ihn bezeichnete als stur. In einer Umfrage, die von Spielern der Série A und Série B bestritten wurde, wurde er 2015 zum schlechtesten Trainer des brasilianischen Fußballs gekürt.
Lopes Tigrão behauptete, seine Amtszeit unter Roth sei demütigend gewesen. Auch die ehemaligen Vasco-Spieler Andrade und Fábio Braz äußerten sich negativ über Roth und nannten ihn arrogant. Ilan Araújo, der unter Roth bei Internacional spielte, sagte, der Trainer zerstört überall, wo er hingeht.

## Trivia
Der Vater von Celso Roth war bekennender Fan von Grêmio und gab seinem Sohn als zweitem Vornamen Juarez. Dieses bezog er auf den Spieler Grêmios Juarez Teixeira.

## Erfolge
Caxias
- Copa Daltro Menezes: 1996

Internacional
- Staatsmeisterschaft von Rio Grande do Sul: 1997
- Copa Libertadores: 2010

Grêmio
- Staatsmeisterschaft von Rio Grande do Sul: 1999
- Copa Sul: 1999

Sport Recife
- Copa do Nordeste: 2000